# Žutkij
Žutkij byl ruský torpédoborec třídy Bojkij. V řadách Černomořského loďstva se účastnil první světové války. Později byl provozován sovětským námořnictvem.

## Stavba
Torpédoborec postavila v letech 1902–1906 loděnice v Nikolajevu.

## Konstrukce
Po dokončení výzbroj představoval jeden 75mm kanón, pět 47mm kanónů a tři 381mm torpédomety s celkovou zásobou šesti torpéd. Před první světovou válkou byla výzbroj upravena na dva 75mm kanóny a dva 381mm torpédomety. Pohonný systém tvořily čtyři kotle Yarrow a dva parní stroje o výkonu 5700 hp, pohánějící dva lodní šrouby. Nejvyšší rychlost dosahovala 26 uzlů.

## Služba
Do služby u Černomořského loďstva byl zařazen v roce 1906. Za první světové války se účastnil bojových akcí proti Turecku. Dne 30. března 1915 provedl spolu s torpédoborci Zvonkij a Živučij výpad proti tureckému městu Eregli. V květnu 1918 byl v Sevastopolu ukořistěn Němci, avšak do služby nebyl pro svůj technický stav zařazen. Ke konci dubna 1919 byl potopen Brity na mělké vodě v Sevastopolu, aby nepadl do rukou postupujících rudoarmějců. Po konečném obsazení Krymu Rudou armádou byl vyzvednut, opraven a zařazen do floty a v roce 1923 konečně vyřazen ze služby.